# Рајко Ђурђевић
Рајко Ђурђевић (Београд, 2. новембар 1947 — Београд, 10. март 2022) био је српски драмски писац, публициста, новинар, полемичар и политичар.

## Биографија
Рођен је у Калуђерици, Београд. Завршио је средњу економску школу и потом новинарство на Факултету политичких наука у Београду, студирао је и економију. У Тибингену у Немачкој похађао је и завршио књижевно-преводилачку школу у периоду 1969—1974.
Најпре је радио 9 година као репортер са Косова и Метохије за лист „Дуга”. Након серије Ђурђевићевих репортажа са Косова и Метохије Азем Власи је тражио забрану Ђурђевићевог писања, тадашњи уредник Михаљ Ковач ту забрану је реализовао. Потом, Ђурђевић наставља да пише за листове „Православље”, „Светосавско звонце” и страну штампу. Често је наступао на трибини Француске 7. Организовао је петицију звану „211” коју је потписало 211 000 људи, три четвртине академика и професора београдског универзитета. Хапшење је тада избегао јер се у Служби безбедности мислило да је творац петиције Добрица Ћосић.
Године 1985. Рајко Ђурђевић је киднапован од припадника албанске емиграције у Бриселу, док је као новинар истраживао кретања у бриселском подземљу. Албанска емиграција је, подсећања ради, у то време експлозијом дигла у ваздух два спрата хотела „Београд”, представништво „ЈАТ”-а, два аутобуса агенције „Путник”, убила је рачунополагача амбасаде СФРЈ Стојана Ђерића и ранила у кичму помоћника конзула Благоја Анакиоског, а у клубу „Југославија” аутоматском пушком убили 2 Србина и нанели су 18 рана извесном Пауновићу. Припадници те емиграција су киднаповали и мучили, Ђурђевића, спасила га је бриселска жандармерија. Случај је описан у листу „Дуга” у репортажи „Један дан у улици смрти”. Према сазнањима које данас знамо Рајко Ђурђевић је тада открио штаб албанске емиграције касније подржаван од НАТО пакта јер из тог штаба потиче координација побуна на Косову деведесетих.
Ђурђевић је запошљаван и отпуштан из „Дуге”, „Нин”-а, „Радио Пожаревца”, „Радио Београда” и „ТВ Нови Сад”. Радио је у српској телевизији „Пале”, у Бања Луци. Заједно са др Ђорђем Илићем покренуо је и уређивао часопис Гласило Срба „Тамо далеко” у периоду (1987—1989), највећег српског удружења које су основали Срби у Швајцарској за читаву Европу. Часопис је објављивао све што се није смело објавити у тадашњој Србији и Југославији, „поробљеној титоизмом”. У том часопису су објављени значајни прилози неколико најугледнијих српских академика, писаца и историчара. Титоистичка Служба безбедности је запретила да ће дигнути у ваздух епархијску штампарију у Химелстиру у Немачкој, где је часопис тајно штампан и ширен по Србији и свету. Ђурђевић је због рада у том гласилу означен као непријатељ „научног титоизма и самоуправљања”. Делио је судбину прогоњених, хапшених и привођених. Наставио је да пише за црквена гласила, али и за многе стране и домаће часописе.
Његов фељтон објављиван у наставцима у НИН-у под насловом „Земунице Барагана” о погрому над 60 000 Срба у Румунији који су спровели Ана Паухер и Георги Георгију Деж у периоду од (1948—1955), заустављен је интервенцијом Николајеа Чаушескуа и Владе Румуније који су запретили да ако се фељтон не заустави да ће они у Румунији објавити и податке о улози Тита у том злочину. Тај фељтон је ипак накнадно објављен у књизи зборнику „Срби у свету” коју је издао БИГЗ, заједно са текстовима најугледнијих пера српског народа од патријарха Арсенија Чарнојевића, Милоша Црњанског до Иве Андрића и др.
У швајцарском десничарском листу „Argauer tags blat”-у 1989. Ђурђевић је објавио „Национално питање Срба”. Тај чланак изазвао је посебан гнев тадашње власти, а резултирао је Ђурђевићевом суспензијом и губитком посла. У том чланку је његова врло позната и често од многих цитирана реченица: „Моја тараба је старија од Америке као државе”. Ђурђевић је тада суспендован од главног уредника листа „Дуга” Грујице Спасовића, (потоњег амбасадора Србије у БиХ). Спасовић га је суспендовао на 8 месеци јер „Ђурђевић је том реченицом увредио Владу пријатељских Сједињених Америчких Држава”. Београд и Србија су се неретко забављали и другим Ђурђевићевим бритким досеткама, а „титоистичка Служба” је покретала тајну и јавну силу Службе против њега.
Провео је три године на ратиштима Југославије (од Пакраца до Сиња, од Велебита до Вишеграда), као ратни репортер „ТВ Нови Сад”. Направио је неколико документарних филмова и много видео материјала потпуног живог преноса рата. Његови видео материјали са ратишта су објављени на четвртом каналу Руске телевизије. Награђен је за хумано и храбро извештавање о рату. Политичка репортажа, била је његов основни новинарски израз. Национална судбина, Косово и Метохија, државотворно питање угњетаваних Срба и православља основне су теме Ђурђевићевог стваралаштва, његова страст и судбина. Када су редакције постале сасвим затворене за његов рад почео се оглашавати у пољу књижевности.
Добитник је међународне награде у Оберхаузену 1987. за документарни филм „Мајка са Косова”. Његово драмско дело „Косовска хроника” одиграно је 99 пута на сцени Народног позоришта у Београду. Угледни, НИН је 1987. објавио критику Владе Стојановића о драми „Косовска хроника”. „Косовска хроника” има „духовни оквир античке трагедије”, Станојевић је драму уврстио у „пет најбољих представа националног театра свих времена”. 1987. године цели Синод Српске православне цркве је присуствовао извођењу „Косовске хронике”. Ипак, ово драмско дело је уклоњено из Народног позоришта политичком одлуком. Драму је са репертоара скинула Вида Огњеновић на „златној премијери” (100-том извођењу). Вида Огњеновић је наместо „Косовске хронике” на репертоар поставила своју драму „Да ли је било Кнежеве вечере”, која је на линији идеолошког настојања да се поткопа Косовски Завет. Службе безбедности су синхронизовано наставиле да нападају и дело и писца: „Ако се Ђурђевић не заустави, тај ће једнога дана напасти и самог друга Тита” објавио је „Глас Смедерева”, после гостовања „Косовске хронике”, која је град дигла на ноге. Служба тада као да је имала пророчке очи: Ђурђевић је десет година доцније објавио сатиричну књигу „Маршал” у којој је маршалов лик и галерија ликова из његовог шињела и окружења приказана у најбољем маниру домановићевски јетке сатире. Старешинство Храма „Светог Саве” захтевало је после политичког уклањања драме са репертоара Народног позоришта (и поред врло посећених изведби) поновно извођење „Косовске хронике” и тражило је да се представа одиграва сваке године на Видовдан на отвореној сцени испред Храма „Светог Саве”, за београдску публику. Занимање за ову драму показала су и нека руска позоришта. Редитељка драме „Косовска хроника”, Цисана Мурусидзе, написала је књигу „Драма о драми”, у којој су описане све закулисне игре везане за уклањање ове популарне драме са репертоара Народног позоришта. Ђурђевић је добитник књижевне награде Златни беочуг за трајни допринос култури српског народа. Због свог учешћа у рату и због довођења руских козака на неколико ратишта у Босни, Херцеговини и Крајини, Рајко Ђурђевић је „лустриран ” у „европској Србији” а Удружење новинара Србије је одбило да му продужи чланство. Потом је Рајко Ђурђевић живео и радио обрађујући дедовину у Калуђерици код Београда.
Део Ђурђевићевог драмског дела је изложен и приказан у седмој књизи едиције „Савремена српска драма”, коју је објавило Удружење драмских писаца Србије. Године 2015. Рајко Ђурђевић је примљен Удружење писаца Руске федерације.

## Политичко деловање и ставови
Ђурђевић је деведесетих био истакнути члан Српске радикалне странке, био је посланик радикала у Скупштини Републике Србије, након идеолошких неслагања са Војиславом Шешељем напустио је странку и вратио посланички мандат. Сарађивао је са Добрицом Ћосићем око питања везаних за Косово и Метохију о чему постоје бројне фусноте у Ћосићевим објављеним записима и дневницима. Један је од идејних твораца и оснивача Српског сабора Заветници у којем je повремено делoвао као саветник.

## Лични живот
Његове кћерке су Милица Ђурђевић Стаменковски, српска политичарка и Мира Ђурђевић, српска позоришна и филмска глумица. Преминуо је 10. марта 2022. године у Београду.

## Награде
- Добитник Златног беочуга за трајни допринос култури Београда, 1997.

## Дела
Драме
- „Косовска хроника”, драма, Београд, 	(1987). Драма је имала 99 извођења на сцени Народног позоришта у Београду.
- „Маршал”, сатира, Савремена српска драма, Дама принт, Београд, (1994. и 1997)
- Антологија „Савремена српска драма”, књига 7. Удружење драмских писаца Србије, Београд,
- „Исповест хашког сужња”, Београд, 2011. (Објављен је и енглески превод).
- „Чучук Стана”, монодрама, Београд, 2014. Премијера је била на сцени у Мадленијануму.